# Peperomia silvicola
Peperomia silvicola är en pepparväxtart som beskrevs av C. Dc.. Peperomia silvicola ingår i släktet peperomior, och familjen pepparväxter. Inga underarter finns listade i Catalogue of Life.